# Der keusche Lebemann (1952)
Der keusche Lebemann ist ein deutsches Liebesfilmlustspiel aus dem Jahre 1952 von Carl Boese mit Georg Thomalla, Joe Stöckel, Grethe Weiser und Marianne Koch in den Hauptrollen. Die Geschichte basiert auf dem gleichnamigen Schwank (1921) von Arnold und Bach.

## Handlung
Das rheinische Fabrikantenehepaar Julius und Regine Seibold haben eine gerade volljährige Tochter namens Gerty, die seit einem Jahr in Berlin lebt. Als sie eines Tages heimkommt, hat sie nicht nur moderne Anschauungen über die Liebe und die Ehe mit im Gepäck, sondern auch einen deutlich älteren Begleiter an ihrer Seite. Der heißt Dr. Heinz Fellner und ist ebenso vermögend elegant. Dies passt den Seibolds überhaupt nicht in den Kram, denn sie haben für ihre Gerty bereits den ebenso tüchtigen wie kauzigen Kompagnon Max Stieglitz als Gatten in Visier; nicht zuletzt, weil sie unbedingt wollen, dass das Vermögen der Firma im Familienbesitz bleibt. Stieglitz wirkt zwar ziemlich verknöchert und rational, ist aber in den Augen der Seibold-Eltern wenigstens grundsolide und weiß mit Zahlen umzugehen. 
Mutter Regine kann ihre Tochter jedoch auch verstehen, macht der elegante Lebemann Fellner mit seinem weltgewandten Auftritt und seinen tadellosen Manieren sehr viel mehr als der knochentrockene Langweiler Max. Auf Vater Julius‘ Einwand hin, Gertys Auserwählter Heinz sei ja wohl ein Mann mit zahlreichen „Erfahrungen“, entgegen Gerty, sie wolle auch nur so jemanden als Zukünftigen, denn ihr Gatte solle einen Ruf als erfahrener Lebemann und Bonvivant besitzen. Vater Julius, der eigentlich sein Leben lang gern wie jener Herr Dr. Fellner gewesen wäre, beschließt nun insgeheim, das Vorleben von Max ein wenig „aufzumotzen“, sprich ihm eine „Vergangenheit“ bzw. ein etwas verruchteres Vorleben anzudichten, um ihn vielleicht doch noch für Gerty interessant werden zu lassen. 
Bald weiß es die ganze Stadt: Max Stieglitz hatte bzw. hat noch immer eine Affäre mit dem Schauspielstar Rita Reiner. Aus dem keuschen Max Stieglitz wird so in den Augen der Anderen der Lebemann Max Stieglitz. Der geht bald in seiner Rolle so sehr auf und verändert sich derart, dass tatsächlich Mutter Seibold den Kompagnon mit anderen Augen sieht und Tochter Gerty regelrechtes Interesse für ihn entwickelt. Die Sache geht nicht lange gut, denn eines Tages besucht Frau Reiner mit ihrem Verlobten Walter Riemann die Stadt, und die Bombe platzt. Nach einigen weiteren turbulenten Verwicklungen finden sich Max und Gerty jedoch endgültig und werden ein Paar.

## Produktionsnotizen
Die Dreharbeiten zu Der keusche Lebemann begannen am 15. Mai 1952 und endeten im darauf folgenden Monat. Die Uraufführung erfolgte am 17. Juli 1952 im Stuttgarter Universum-Kino, die Berliner Premiere war am 22. August desselben Jahres.
Heinz Laaser übernahm die Produktionsleitung. Emil Hasler entwarf die von Walter Kutz umgesetzten Filmbauten. Bruno Balz schrieb die Liedtexte zu Michael Jarys Komposition.

## Kritiken
Der Spiegel schrieb: “Drehbuch-Autor Bobby E. Lüthge ließ in der Filmversion von Arnold und Bachs gleichnamigem Schwank keinen bemoosten "Lustspiel"-Gag ungenutzt. Joe Stöckl als seitenspringender Ehemann der Grethe Weiser fädelt kupplerische Kriegslisten ein, um seinem Buchhalter, dem vorzeitig verschrullten Junggesellen Georg Thomalla, die Liebe seiner Tochter zu gewinnen. Thomalla muß erneut demonstrieren, daß deutsche Lustspiele ohne zertöppertes Geschirr und zusammenbrechende Sessel undenkbar sind. Plumper Klamauk.”
Im Lexikon des Internationalen Films heißt es: „Durchschnittliches Lustspiel.“